# Kerfot
Kerfot (bret. Kerfod) – miejscowość i gmina we Francji, w regionie Bretania, w departamencie Côtes-d’Armor.
Według danych na rok 1990 gminę zamieszkiwało 617 osób, a gęstość zaludnienia wynosiła 108 osób/km² (wśród 1269 gmin Bretanii Kerfot plasuje się na 769. miejscu pod względem liczby ludności, natomiast pod względem powierzchni na miejscu 1000.).